# Ютацератопс
Ютацератопсът (Utahceratops gettyi) е изчезнал вид динозавър от семейство цератопсови (Ceratopsidae), живял в края на кредния период преди около 76 млн. години в това, което е сега Юта.

## Описание
Ютацератопсите са били големи по размери четириноги тревопасни, достигали на дължина до около 6 – 7 метра, средна височина около 2 метра и тегло между 3 и 4 тона.